# Айрін (ураган, 2005)
Ураган Айрін (англ. Hurricane Irene) — довготривалий атлантичний тропічний циклон кабовердійського типу сезону атлантичних ураганів 2005 року. Ураган утворився поблизу Кабо-Верде 4 серпня, відтак перетнув Атлантику, повернувши на північ біля Бермудських островів перед тим як його поглинув позатропічний циклон на південному сході від Ньюфаундленду. Айрін проіснував 14 діб, що є найдовшою тривалістю шторму сезону 2005 року. Він був дев'ятим задокументованим штормом та четвертим ураганом «рекордного» року. В 2020 році рекорд перевершив Ураган Ісайя який сформувався на  8 днів раніше ніж Айрін
Поведінку Айрін виявилось нелегко спрогнозувати. Це спричинено коливанням його сили. Наприклад, після майже розпаду 10 серпня, Айрін досягнув свого піку як ураган 2 категорії 16 серпня, а відтак його поглинув позатропічний циклон два дні по тому. Хоча спочатку були побоювання з приводу виходу на сушу в Сполучених Штатах через невизначеність прогнозу щодо траєкторії урагану, Айрін так і не вийшов на сушу і не завдав збитків. Проте мертві брижі висотою 2.4 метра та розривні течії призвели до однієї смерті у місті Лонґ-Біч штату Нью-Йорк.

## Метеорологічна хронологія

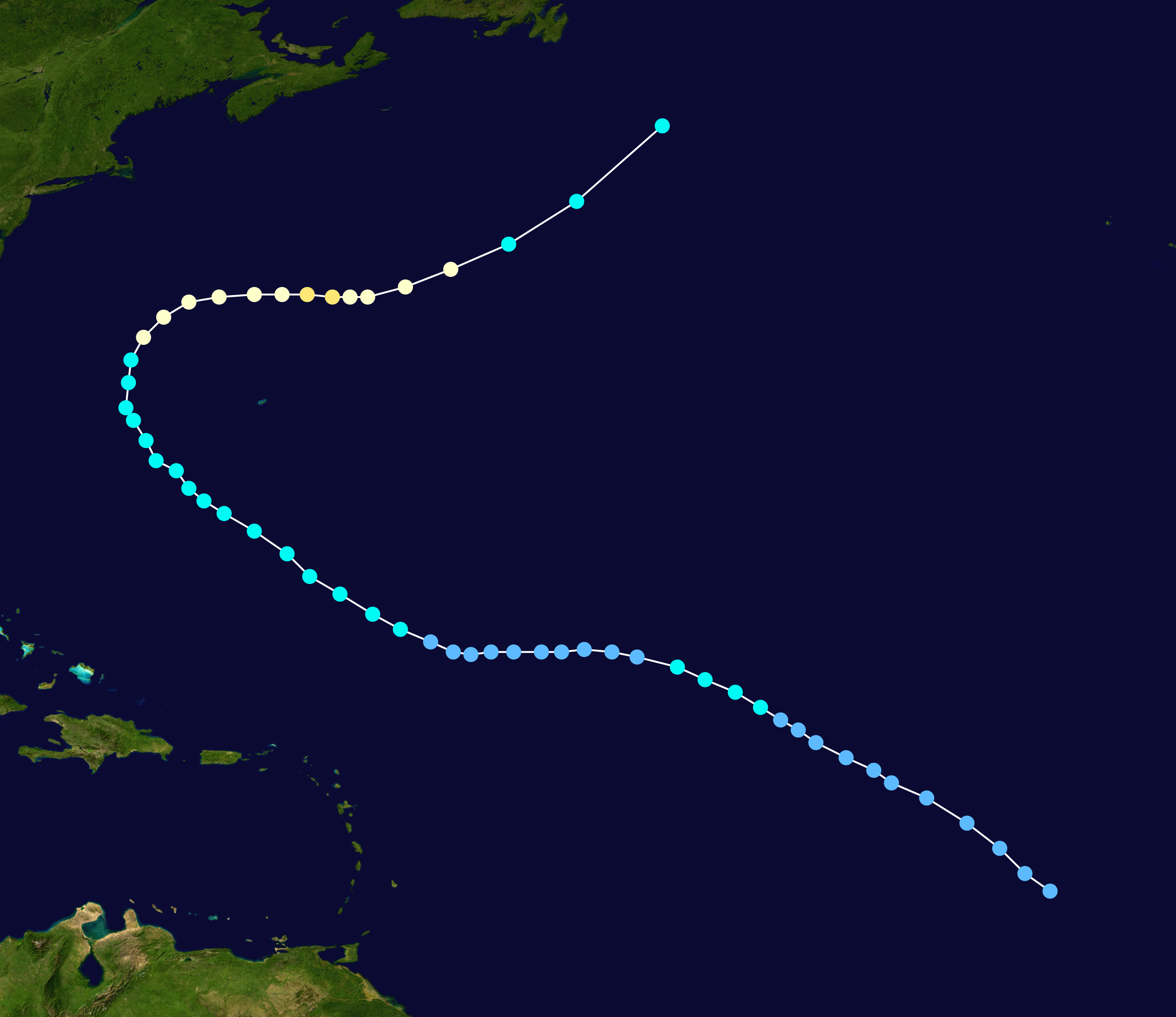
Карта, що окреслює шлях та описує силу циклону за шкалою Саффіра-Сімпсона

Сильна тропічна хвиля вирушила з північного узбережжя Африки 1 серпня, поступово слабшаючи через спад температури поверхні океану. Вона рушила на захід, обійшовши Кабо-Верде, де конвекція почала підвищуватись, та переросла в Дев'яту тропічну депресію по полудню 4 серпня, 1100 кілометрів на південний захід від островів Кабо-Верде. Зранку 5 серпня депресія раптово повернула на північний захід, де градієнт вітру був значно вищим. Цей поворот спричинив певні розбіжності в прогнозуванні долі урагану комп'ютерними програмами — одні очікували його розпаду, а в той час інші передбачали лише його посилення. Раптова загроза утворення урагану спонукали метеоролога Національного ураганного центру (НУЦ) Ликшина Евілу прокоментувати це: «Як мало ж ми знаємо про генез тропічних циклонів.» Незважаючи на несприятливі умови для утворення, Дев'ята тропічна депресія продовжувала посилюватись і перетворилась на Тропічний шторм Ірен 7 серпня.

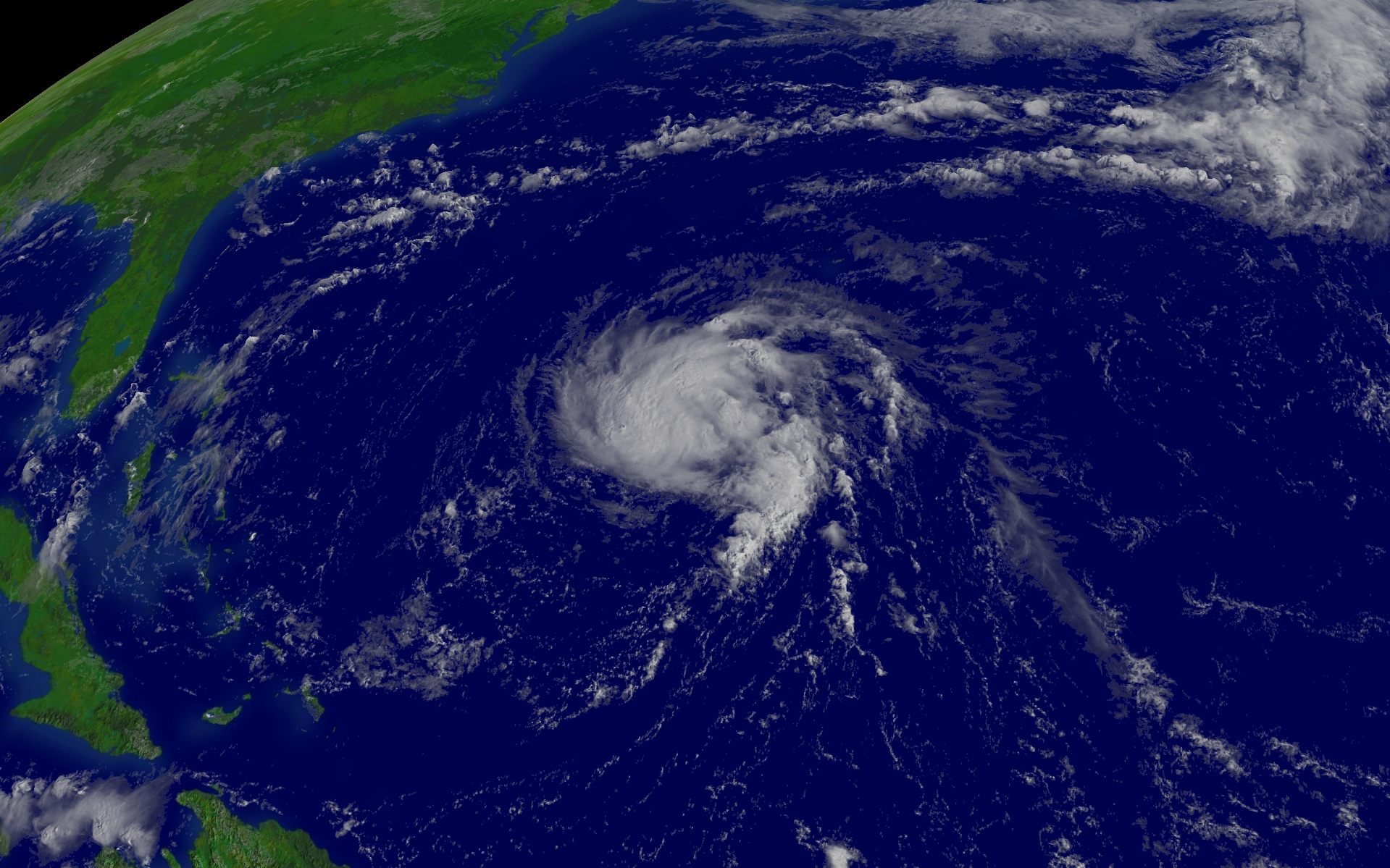
Тропічний шторм Ірен 12 серпня

## Наслідки, рекорд та назва

Супутникове зображення тропічного шторму Айрін станом на 14 серпня поза узбережжям Сполучених Штатів

Оскільки Айрін тримався далеко від суші, його не виставили на спостереження і не оголошували берегових попереджень. Хоч ураган не вщухав досить довго, проте надходили повідомлення про потерпання від нього суден. Ураган Айрін сам по собі не наніс людських втрат, однак він створив сильні хвилі та підвищив ризик розривних течій вздовж східного узбережжя Сполучених Штатів. На багатьох пляжах у Нью-Джерсі заборонили плавати, а рятувальники на одному з пляжів врятували понад сотню людей за триденний період. Хвилі вздовж берегової лінії Нью-Йорку сягнули від 1.2 до 2.4 метрів. 14 серпня шістнадцятирічний юнак потонув, потрапивши у розривну течію поблизу міста Лонґ-Біч штату Нью-Йорк. Його тіло знайшли 16 серпня під час прибирання цього пляжу.
7 серпня, день коли утворився ураган Ірен, є рекордною датою утворення дев'ятого тропічного шторму під час сезону атлантичних ураганів. Айрін побив рекорд шторму сезону 1936 року на 13 днів. В 2020 рекорд побив Ісайя на 8 днів  Також це був п'ятий випадок вжитку ім'я Айрін для назви тропічного циклону в Атлантиці. Через недостатність ураження суші ураганом Айрін, Всесвітня метеорологічна організація не відправила це ім'я «на пенсію» і його використали ще раз в атлантичному сезоні 2011 року. Однак через надзвичайну шкоду, яку наніс той шторм, 2012 року ім'я ураганів Айрін надалі замінили на Ірма.

## См. також
- Тропічний шторм Лора (2008)